# Josef Divíšek
Josef Divíšek (Praga, 24 settembre 1990) è un calciatore ceco, centrocampista dello Zbrojovka Brno.